# Saxifraga aphylla
Saxifraga aphylla es una especie de planta  perteneciente a la familia Saxifragaceae. 

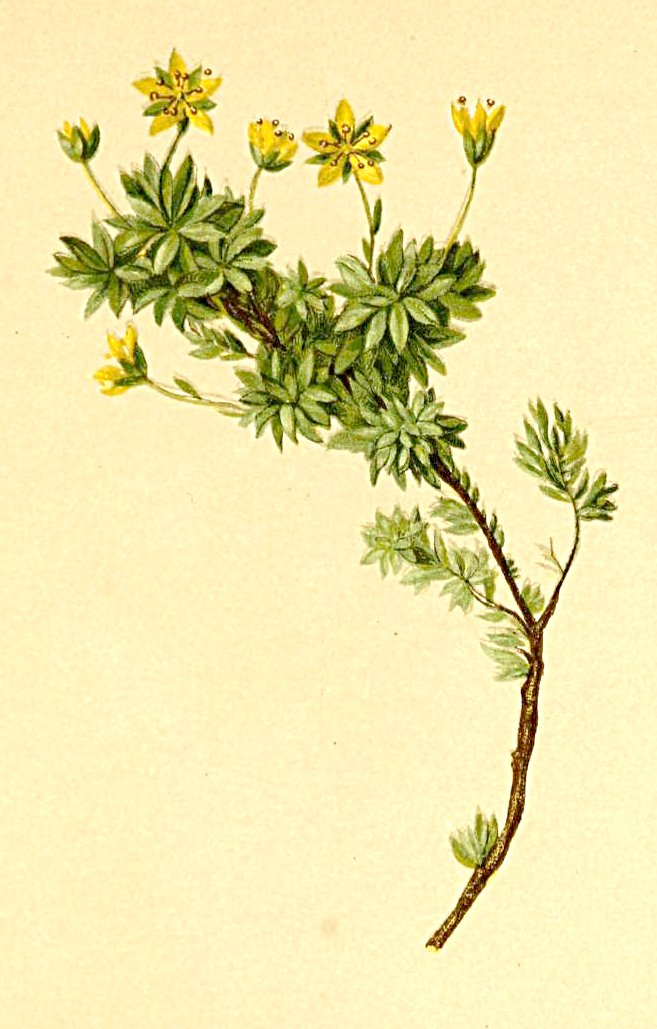
Ilustración

## Descripción
Es una planta perenne herbácea que alcanza un tamaño de  2-4 centímetros de altura. Crece en forma de cojines sueltos con brotes de hojas y tallos sin hojas. Las hojas tienen forma de espátula y se encuentran en roseta y tienen de tres a cinco dientes. Las flores están generalmente en el extremo del tallo solitario. Las puntas de los pétalos son de color amarillo pálido y de unos 2,5 mm de largo. El período de floración es entre julio y agosto. 
La especie tiene los números de cromosomas de 2n = 60 o 64a

## Distribución
Se distribuye por los Alpes orientales. La especie prefiere escombros rocosos con una capa de nieve. Es una especie característica asociada de Thlaspi rotundifolium y también se encuentra en las grietas húmedas. Crece en altitudes 1500-3200 metros.

## Taxonomía
Saxifraga aphylla fue descrita por Kaspar Maria von Sternberg y publicado en Revis. Saxifrag. 40 1810.
Etimología
Saxifraga: nombre genérico que viene del latín saxum, ("piedra") y frangere, ("romper, quebrar"). Estas plantas se llaman así por su capacidad, según los antiguos, de romper las piedras con sus fuertes raíces. Así lo afirmaba Plinio, por ejemplo.
aphylla: epíteto latino que significa "sin hojas". 
Sinonimia
- Muscaria stenopetala (Gaudin) Haw.
- Saxifraga stenopetala Gaudin[2]

Híbridos
- Saxifraga x angelisii
- Saxifraga x muretii[3]